# ارين بنسون
ارين بنسون (بالإنجليزية: Warren Benson)‏ هو معلم موسيقى وملحن أمريكي، ولد في 26 يناير 1924 في ديترويت في الولايات المتحدة، وتوفي في 6 أكتوبر 2005 في روتشستر في الولايات المتحدة.